# Терьеры

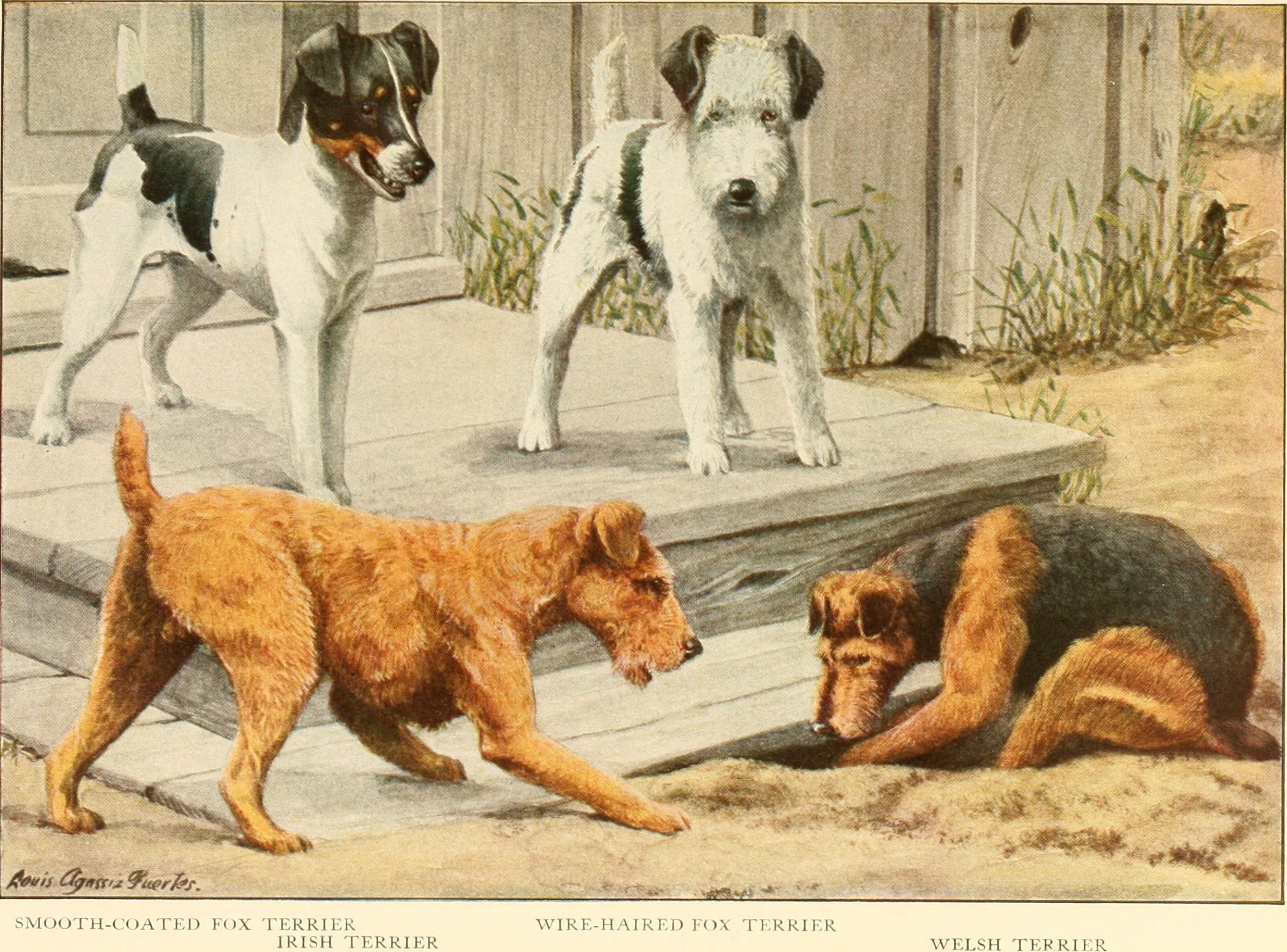
Некоторые породы терьеров. The book of dogs; an intimate study of mankind’s best friend, 1919.

Терье́ры (англ. terrier из фр. chien terrier — «норная собака», и фр. terrier — «нора, логово» (в современном языке означает также и породу собак) от фр. terre и лат. terra — «земля») — группа пород собак, предназначенных для охоты на норных животных и борьбы с грызунами. Терьеры — это собаки любой из многих пород или аборигенных пород типа терьера, которые, как правило, маленькие, жилистые, ловкие и отважные. Породы терьеров сильно различаются по размеру от 1 кг (2 фунта) до 32 кг (71 фунт) и обычно классифицируются по параметрам или особенностям. Существует пять различных групп терьеров, каждая из которых имеет разные формы и размеры.
Современные терьеры (около 30 пород) используются как служебные (например, эрдельтерьер), охотничьи (фокстерьер, немецкий ягдтерьер), универсальные фермерские (бордер-терьер, ирландский терьер) и декоративные (бивер-йоркширский терьер) собаки.

## История

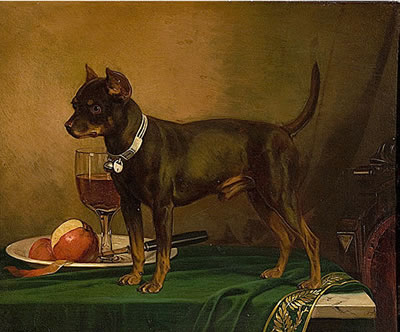
Картина с изображением английского той-терьера, написанная Фредериком Августом Вендеротом в 1865 году

Большинство пород терьеров были усовершенствованы от старых специально выведенных собак.
Охотничьих терьеров использовали в спортивных состязаниях. Терьеры соревновались в очистке ямы от крыс: побеждала собака, которая быстрее убивала всех крыс. В XVIII веке некоторых терьеров скрещивали с гончими, чтобы улучшить их охоту, а некоторых — с породами бойцовых собак, чтобы «усилить упорство и повысить храбрость». 
Сегодня[когда?] большинство терьеров содержатся в качестве собак-компаньонов и домашних животных. Они, как правило, лояльны и ласковы к своим владельцам.

## Типы и разновидности терьеров
В XVIII веке в Британии были признаны только два типа терьеров: длинноногие и коротконогие. Сегодня терьеры часто неофициально классифицируются по размеру или функциям.
Охотничьи породы все еще используются для поиска добычи, наблюдения или слежки за ней, особенно под землей, а иногда и для того, чтобы блокировать добычу. Современные примеры включают джек-рассел-терьера, немецкого ягдтерьера, рэт-терьера, и паттердейл-терьера. Есть также коротконогие терьеры, такие как керн-терьер, шотландский терьер и вест-хайленд-уайт-терьер, которые также использовались для уничтожения мелких грызунов.
К оригинальным охотничьим терьерам относятся фелл-терьер (выведенный в северной Англии для оказания помощи в убийстве лис) и хант-терьер (выведенный в южной Англии для обнаружения, убийства или преследования лис во время традиционной конной охоты).
Различные смеси бульдога и терьера, которые использовались для травли быков и собачьих боев в конце 19 века, позже были переработаны в отдельные породы, которые сочетали в себе как качества терьера, так и бульдога. За исключением бостон-терьеров, поскольку они, как правило, входят в группу терьеров Кеннел-клуба. Заводчики развели современные породы бультерьеров, такие как бультерьер и Стаффордширский бультерьер, которые являются семейными собаками и выставочными терьерами.
Той-терьеры были выведены от более крупных терьеров. К числу этих пород относятся английский той-терьер и йоркширский терьер. Будучи маленькими, они сохраняют истинный терьерский характер и не являются покорными «комнатными собачками».
Другие потомки буль-энд-терьеров, такие как азиатский гуль-терьер, относятся к числу собак, все еще разводимых для незаконных собачьих боев.

### Внешний вид
Терьеры сильно варьируются по внешнему виду от очень маленьких, легких, гладкошерстных собак, таких как английский той-терьер (чёрный с яркими подпалинами), который весит всего 2,7 кг (6 фунтов), до очень крупных эрдельтерьеров с грубой шерстью, которые могут достигать 32 кг (70 фунтов) или более. В 2004 году Объединенный Кеннел-клуб признал новую безволосую породу терьеров, полученную от рэт-терьера, под названием американский голый терьер.

## Классификация Кеннел-клуба
Участвуя в выставках собак, большинство кинологических клубов, включая Международную кинологическую федерацию, разводят породистых терьеров вместе в своей собственной терьерской группе.

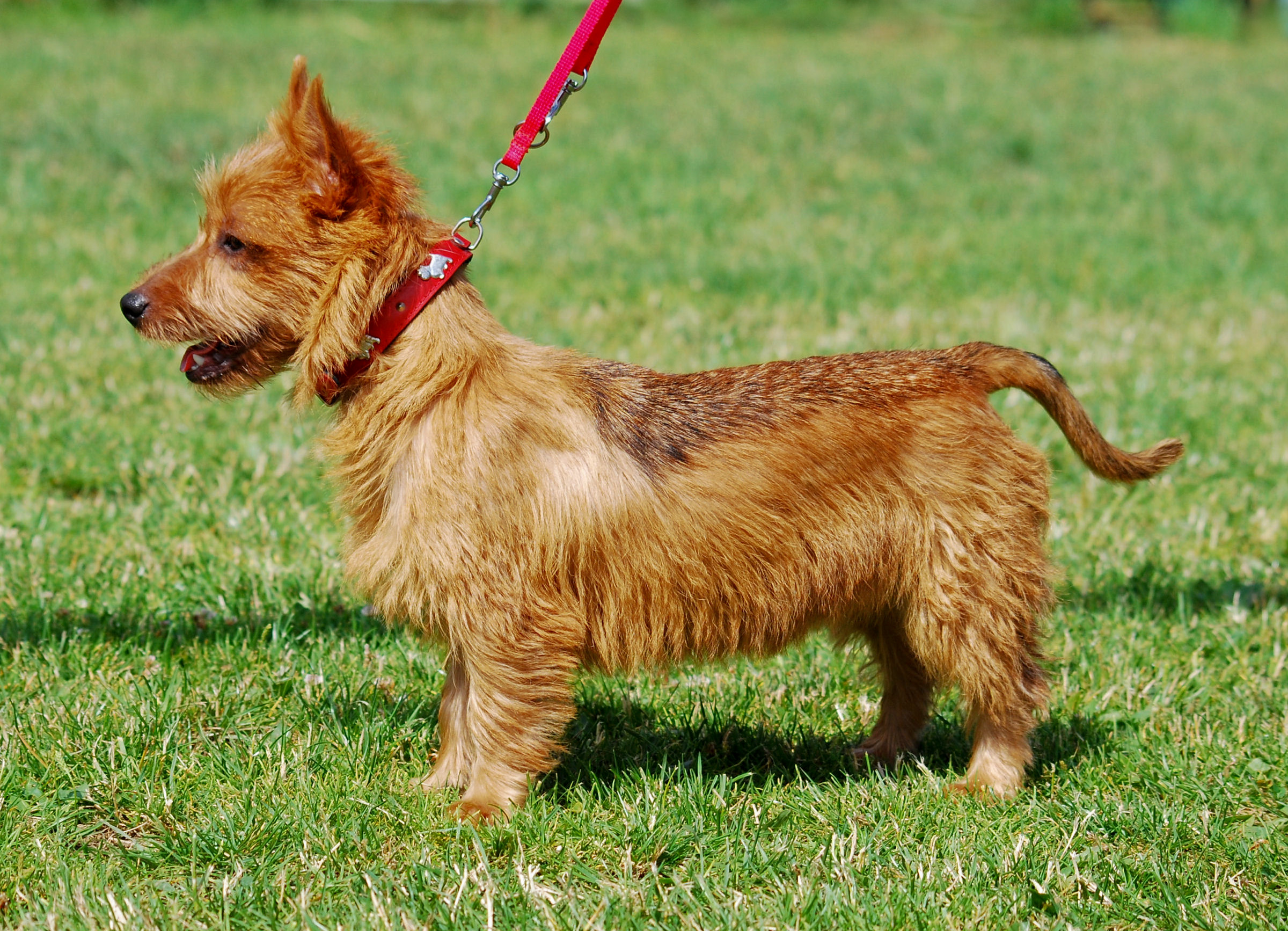
Австралийский терьер
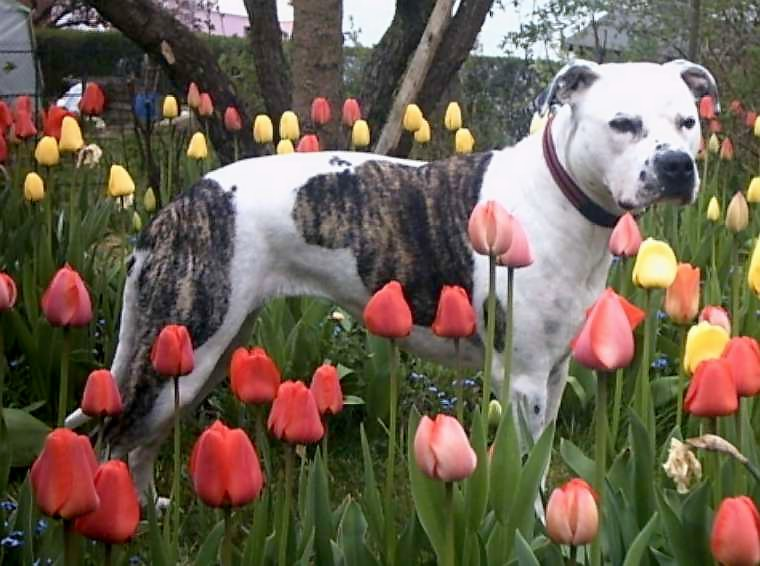
Американский стаффордширский терьер
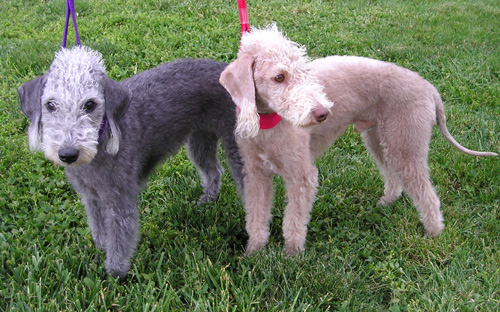
Бедлингтон-терьер
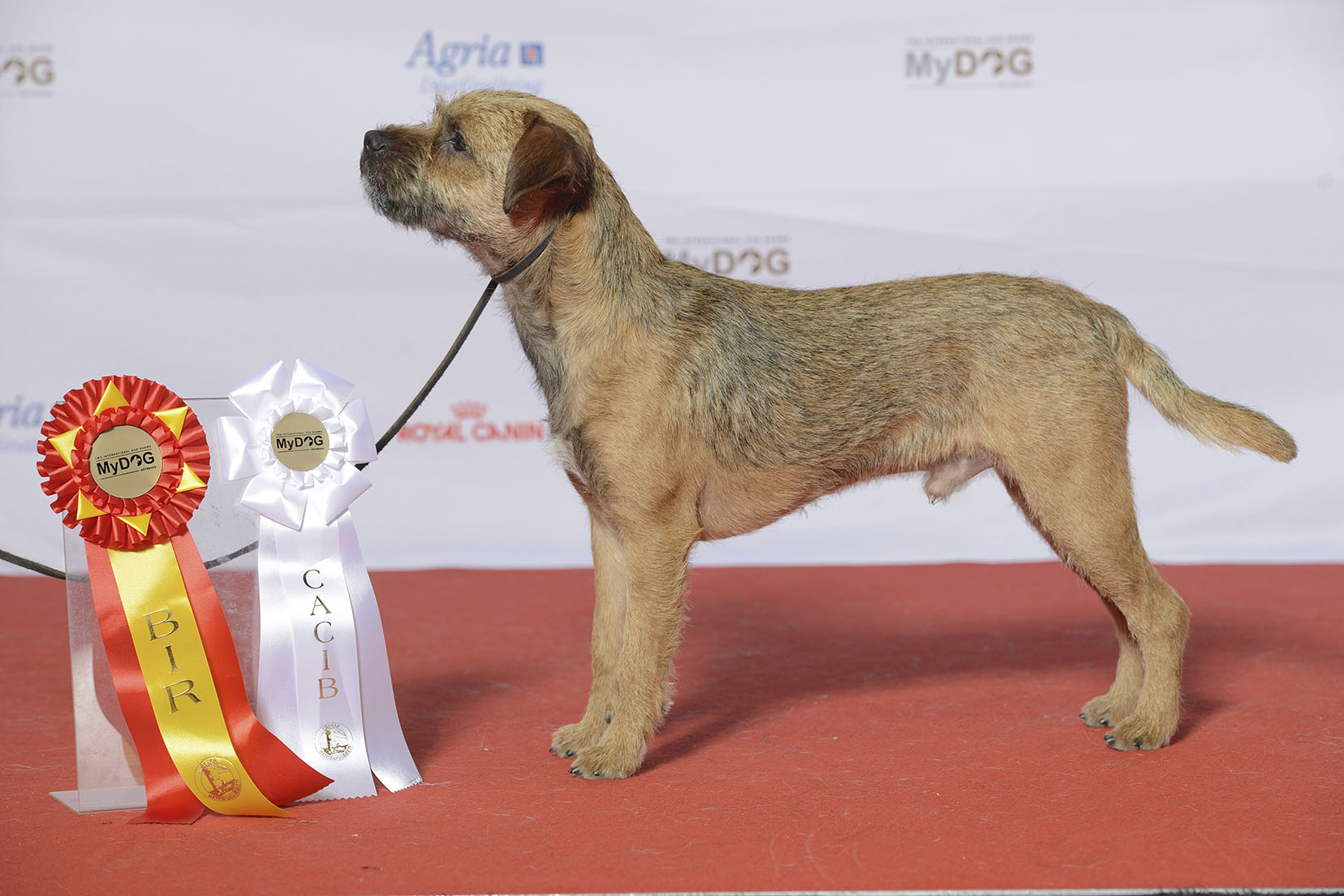
Бордер-терьер
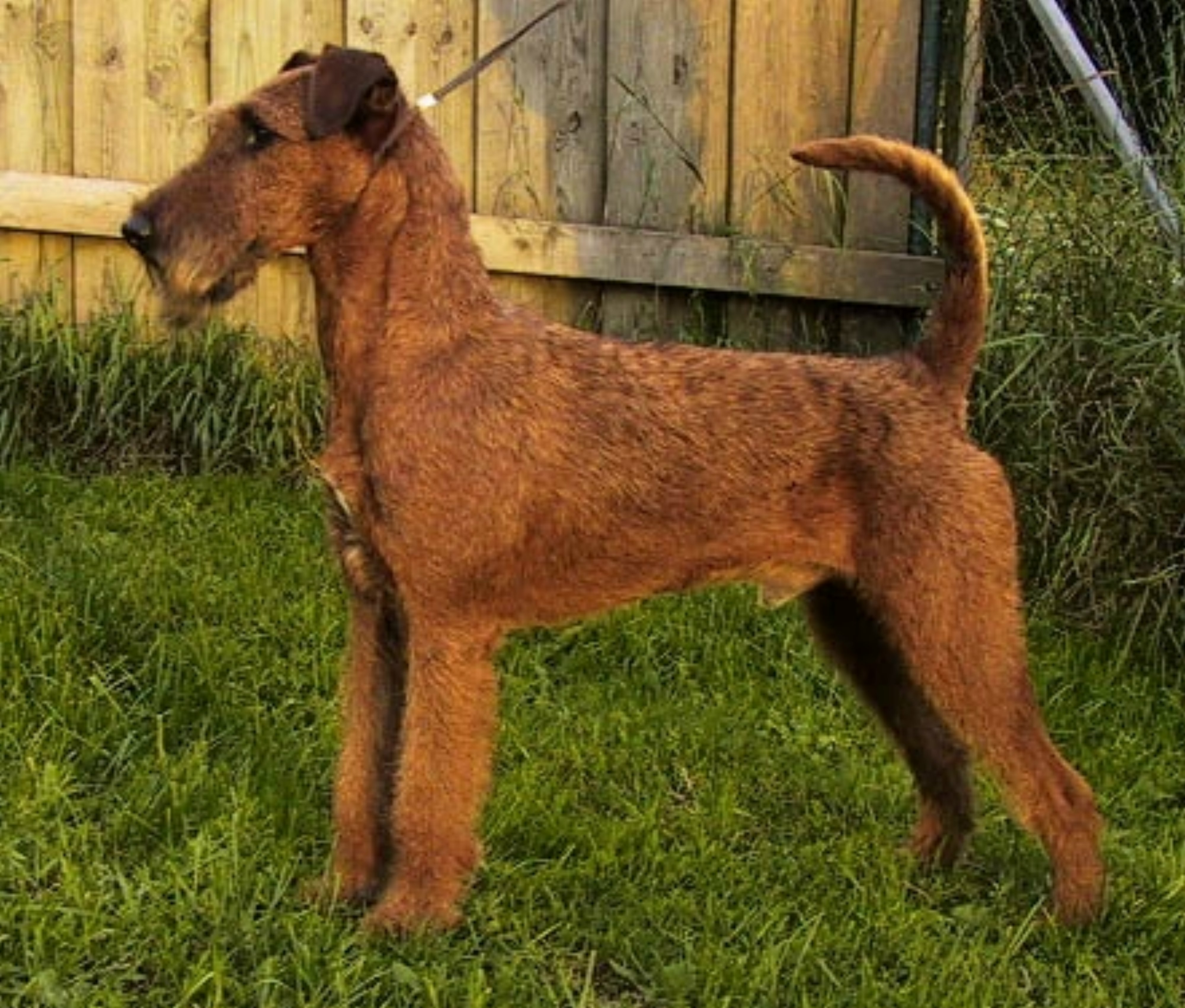
Ирландский терьер
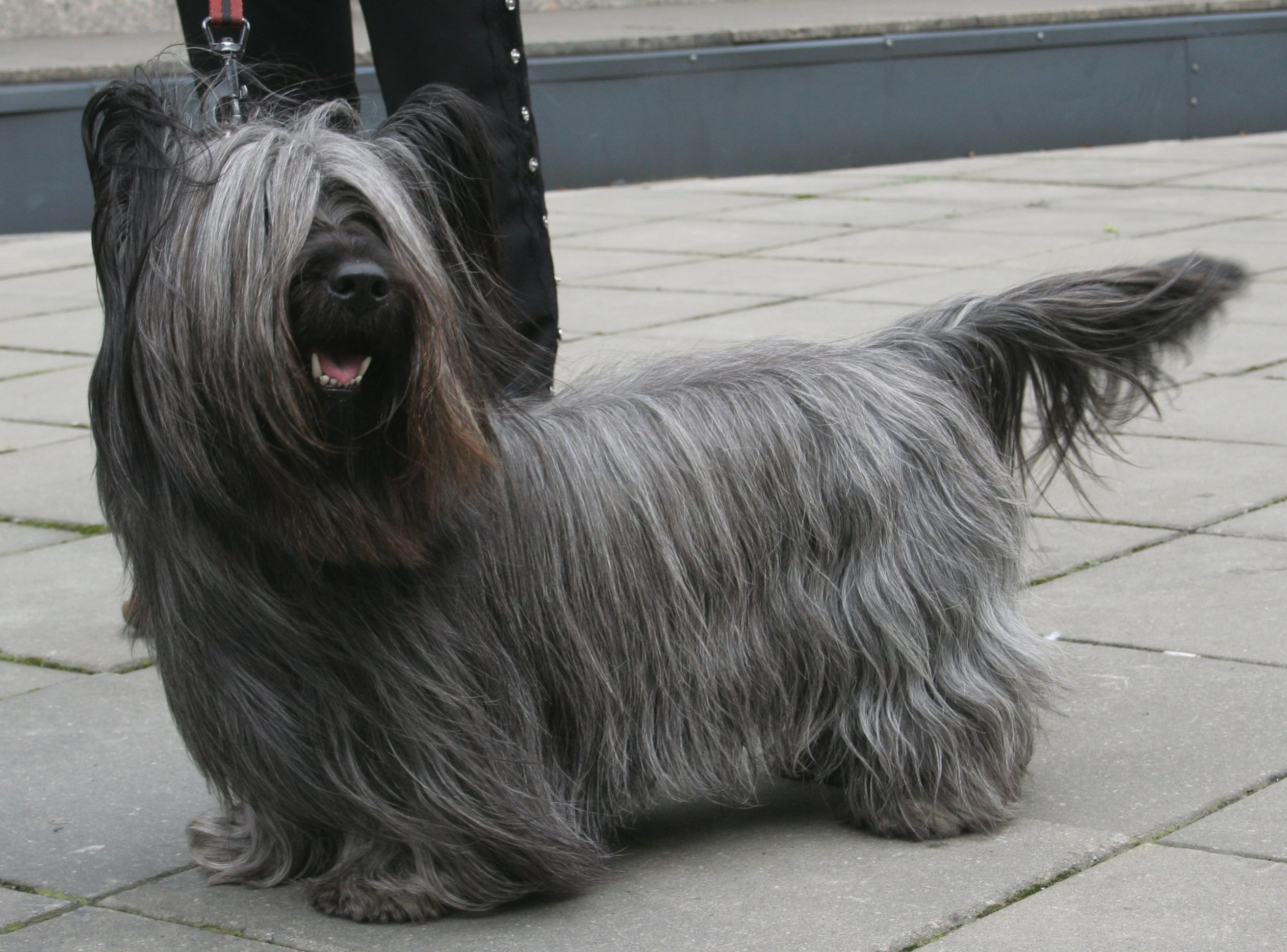
Скайтерьер